# Chaná-timbúes
Los chaná-timbúes fueron un conjunto de pueblos indígenas de América del Sur que en los siglos XVI y XVII habitaban las tierras anegadizas e islas del río Paraná desde su confluencia con el río Paraguay hasta ambas márgenes del Río de la Plata y el último tramo del río Uruguay, territorios que hoy pertenecen a Argentina, Uruguay y Brasil.

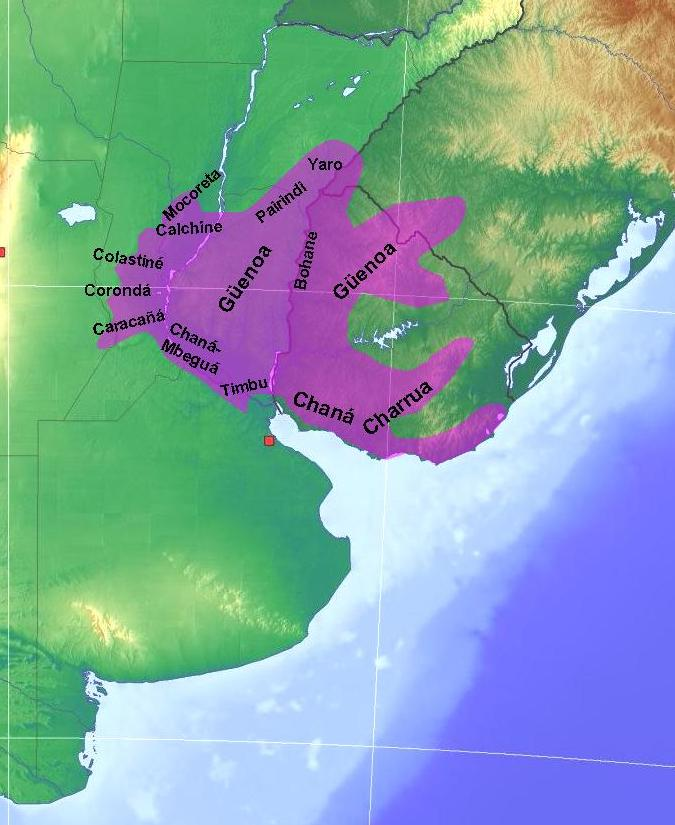
Las distintas etnias indígenas en el Río de la Plata.

Debido al temprano contacto con los europeos se facilitó que se produjeran entre ellos epidemias de enfermedades para las cuales carecían de inmunidad, tales como la viruela, que los redujeron drásticamente. Junto con el reparto en encomiendas y las campañas militares hicieron que se fusionaran o dispersaran con guaraníes y charrúas hacia los siglos XVI y XVII, desapareciendo como pueblos puros por mestizaje y aculturación en el conjunto de la sociedad criolla.

## Los Ribereños Plásticos
Los sitios arqueológicos en la llanura aluvial del bajo Paraná se caracterizan por una homogeneidad cultural alfarera centrada en la forma globular y en la decoración incisa. Se halló cerámica manufacturada por acordelado y modelado con antiplásticos de tiesto molido, arena mediana o gruesa, hematita, cuarzo, mica y vegetales carbonizados. Entre los elementos decorativos de esta cerámica se observan figuras zoomorfas, como cabezas de aves; que podían tener una función simbólica. Los artefactos líticos hallados son escasos. Esta cultura prehistórica ha sido clasificada como perteneciente a la macrotradición de la Llanura Paranaense y dentro de ella a la tradición Ribereña Paranaense. Durante el período tardío de esta tradición cultural correspondiente a los años 1200 a 1500 estos grupos recibieron la influencia de ceramistas amazónicos guaraníes que derivó en la cultura de los Ribereños Plásticos o Goya-Malabrigo. Algunas investigaciones sugieren que la tradición Ribereña Paranaense tiene filiación arahuaca.
A la llegada de los primeros exploradores españoles y portugueses al Río de la Plata en el siglo XVI la cultura de los Ribereños Plásticos estaba etnográficamente representada por los chaná-timbúes.

## Parcialidades
Las primeras crónicas históricas refieren a los chaná-timbúes como un conjunto de pueblos con un mismo idioma o con rasgos similares que fácilmente los distinguía de sus vecinos. Estos eran de sur a norte: chanás, mbeguaes, timbúes, carcaraes, corondas, quiloazas, mocoretaes y mepenes. Otros grupos fueron mencionados como entidades intermedias: chaná-timbúes y chaná-mbeguaes.
Las influencias amazónicas no guaraníes hace pensar a algunos investigadores que están emparentados con los guaicurúes. A pesar de los influjos culturales amazónidos, el fisiotipo de los chaná-timbúes es característico de los pámpidos. Diversas fuentes coloniales los mencionan como altos y bien formados (oscilaban entre 1,70 m y 1,80 m), tenían cráneos voluminosos, pómulos y mentones salientes. Con la nariz larga y delgada y el porte atlético. El color del cutis era bronceado, poseían ojos oscuros y pelo generalmente lacio y negro. Usaban collares hechos con caracoles y huesos, se perforaban la nariz y solían llevar tatuajes. Estos pueblos eran posiblemente el producto de reiterados mestizajes y aculturaciones entre pámpidos y láguidos.

## Lenguas chaná-timbúes
Si bien existe un Compendio del idioma de la nación chaná escrito por Dámaso Larrañaga en 1823, no existen registros escritos suficientes que permitan clasificar a los idiomas chaná-timbúes, que suelen ser considerados como relacionados con las lenguas charrúas, y se sabe que tenían una pronunciación gutural. Algunos lingüistas los consideran emparentados con el tronco meridional de las lenguas guaicurúes. En 2010 el idioma fue incluido en el Atlas de lenguas del mundo en peligro de la Unesco y en 2014 publicaron el primer Diccionario Chaná-Español Español-Chaná.
A mediados de 2005 un habitante de la ciudad de Paraná, nacido en Nogoyá (Entre Ríos, Argentina) llamado Blas Jaime, dio a conocer que conservaba por transmisión oral familiar la lengua chaná y mencionó más de 250 vocablos y frases, entre ellas todas las palabras charrúas y chanás conocidas.

## Cultura
Eran seminómades o semisedentarios y básicamente cazadores-recolectores y pescadores; además practicaban el cultivo a pequeña escala de maíz, calabazas, porotos y mandioca; de los recursos que obtenían de estas actividades estaba basada su dieta. En la región disponían de una amplia variedad de animales terrestres y de río, como zorros, carpinchos, mamíferos medianos, diversidad de peces, moluscos y lobitos de río. Su cultura y su economía estaba especialmente adaptada al medio ambiente, viviendo gran parte del tiempo en canoas monóxilas o estableciendo paraderos a orillas de los cursos de agua. A la llegada de los europeos en el siglo XVI los chaná-timbúes ya habían sufrido un proceso de aculturación por parte de los guaraníes, proceso que se vio favorecido por el incremento demográfico de estos últimos a través de las prácticas de una incipiente agricultura (en especial de mandioca), aunque no se poseen datos ciertos de que los chaná-timbúes hubieran desarrollado una agricultura, lo concreto de la aculturación se refleja en la aparición de un numeroso léxico guaraní que se refleja aun hoy en gran parte de la toponimia de la región. Eran expertos pescadores y usaban grandes canoas para este cometido. También cazaban y lo hacían con arcos y flechas con puntas de hueso o piedra. Practicaban la geofagia, al freír bollos de tierra en grasa de pescado.